# If I Believe
《If I Believe》是日本歌手倉木麻衣第四張專輯，於2003年7月9日發行。

## 背景
- 與前作「FAIRY TALE」相距約九個月時間。
- 自出道作「delicious way」以來連續第四張專輯獲得oricon榜首位。
- 收錄單曲「Make my day」、「 Time after time ～在落花紛飛的街道上～」、「Kiss」、「風的啦啦啦」。
- 「Tonight, I feel close to you」為與新加坡歌手孫燕姿的合唱歌。
- 專輯曲「If I Believe」跟「SAME」分別拍攝了PV。
- 初動銷量25萬，累積銷量44萬，在榜週數達16週。

## 曲目
1. If I Believe
  - 作詞：倉木麻衣 作曲：大野愛果 編曲：Cybersound
2. Time after time ～在落花紛飛的街道上～ (theater version)
  - 作詞：倉木麻衣 作曲：大野愛果 編曲：池田大介・Cybersound
3. 風的啦啦啦
  - 作詞：倉木麻衣 作曲：春畑道哉 編曲：Cybersound
4. Kiss
  - 作詞：倉木麻衣 作曲： Yoko B. Stone 編曲：Cybersound
5. mi corazón
  - 作詞：倉木麻衣 作曲：M. Africk・M. Pessoa・Perry Geyer 編曲：M. Pessoa
6. I don't wanna lose you
  - 作詞：倉木麻衣 作曲・編曲：徳永曉人
7. Make my day 〜album version〜
  - 作詞：倉木麻衣 作曲：徳永曉人 編曲：Cybersound
8. SAME
  - 作詞：倉木麻衣 作曲・編曲：M. Africk・M. Pessoa・Perry Geyer・J.Risk
9. Just A Little Bit
  - 作詞：倉木麻衣・M. Africk 作曲・編曲：M. Africk・M. Pessoa・Perry Geyer・J.Risk
10. You are not the only one
  - 作詞：倉木麻衣 作曲：徳永曉人 編曲：Cybersound
11. Tonight, I feel close to you
  - 作詞：倉木麻衣、西室斗紀子 作曲：大野愛果 編曲：Cybersound

與新加坡歌手孫燕姿合唱的歌。

## 銷量
| 榜單                              | 最高排名 | 銷量    | 在榜時數 |
| --------------------------------- | -------- | ------- | -------- |
| Oricon週間專輯榜 (2003年7月第3週) | 1        | 251,218 | 20周     |
| Oricon月間專輯榜 (2003年7月)      | 2        | 329,543 | 20周     |
| Oricon年間專輯榜 (2003年)         | 24       | 443,689 | 20周     |
| Oricon累積銷量                    | —        | 444,536 | 20周     |